# Чхонмин
Чхонмин (кор: 천민; ханча: 賤民), или «вульгарные простолюдины», были низшей кастой простолюдинов в династической Корее. Их было много в периоды Корё (918–1392) и Чосон (1392–1897), периоды корейской аграрной бюрократии.
| Класс     | Хангыль | Ханча | Значение                |
| --------- | ------- | ----- | ----------------------- |
| Янбан     | 양반    | 兩班  | два вида аристократов   |
| Чунгин    | 중인    | 中人  | средние люди            |
| Санмин    | 상민    | 常民  | простолюдины            |
| Чхонмин   | 천민    | 賤民  | вульгарные простолюдины |
| - Пэкджон | 백정    | 白丁  | неприкасаемые           |
| - Ноби    | 노비    | 奴婢  | рабы (или крепостные)   |

## Система социального класса
В кастовой системе Кореи этот социальный класс был в значительной степени наследственным и основывался на определенных профессиях, которые высшие классы считали «нечистыми». В этот список нечистых профессий входили мясники, шаманы, сапожники, слесари, проститутки, маги, колдуны, тюремщики и артисты (например, кисэн ). Ноби (рабы) были слугами, взятыми из класса чхонмин, чтобы служить янбану (аристократии) и королевской семье, но, как и рабы, они считались собственностью своих владельцев и могли быть отданы другим высокопоставленным людям.
Кисэн, артистки для янбан, были в этом классе, образованными, но не уважаемыми другими в обществе. Наследственный характер кастовой системы порождал узаконенную дискриминацию и предрассудки на раннем этапе истории Кореи, поскольку чхонминам запрещалось большинство форм социального продвижения, включая поступление на государственную службу или сдачу экзаменов на государственную службу кваго .
Чхонмин, хотя и был на ступеньку выше традиционной касты неприкасаемых или изгоев, называемой пэкчжон,все равно вел сегрегированный образ жизни, как и пэкчжон, изолированный от остального общества и прятавшийся в гетто далеко от остального общества. Хотя класс чхонмин выполнял задачи, которые другие корейцы считали нечистыми или недостойными, они все же выполняли важную функцию и роль в династическом корейском обществе. Их работа быть мясниками, сапожниками, артистами из низшего сословия, выполняя нечистую работу, оказывала услугу другим классам, ведь они выполняли работы недоступные никому другому.

## Наследие
Хотя классовая и кастовая система династической Кореи больше не существует и в значительной степени исчезла в современную эпоху, остатки такой социальной дискриминации, основанной исключительно на роде занятий или предыдущем роде деятельности предков, продолжают формировать традиционное корейское мышление и ценности сегодня. 

## Исключения
Во всей истории династии Чосон есть лишь несколько выдающихся примеров чхонминов, преодолевших свой классовый статус.
Королевская благородная супруга Сукбин Чхве получила высший ранг королевской наложницы в Чосоне, который всего на одну ступень ниже королевы. Чхве, мать короля Ёнджо, изначально вошла во дворец как мусури или рабыня. Из-за скромного происхождения его матери Ёнджо перенес несколько покушений на свою жизнь, когда он был титулован наследным принцем во время правления своего сводного брата. Хотя он был усыновлен королевой Инвон и находился под ее защитой, многие дворяне были против того, чтобы низкородный принц правил страной как король.
Чан Гым (начало 16 века; фамилия Со), изначально принадлежавшая к ыйнё из класса чхонмин, стала первой женщиной-королевским врачом в истории Кореи. Согласно Анналам династии Чосон, король Чунджон признал медицинские знания Чан Гым и доверил ей заботу обо всех членах королевской семьи. Таким образом, король повысил Чан Гым до третьего высокопоставленного офицера при дворе и она получила право использовать Дэ (대; 大) (что в переводе с корейского означает «великий») перед ее именем.